# Typhoon Gal
Typhoon Gal (女三四郎?, On'na Sanshirō) è un videogioco arcade di genere picchiaduro, sviluppato e pubblicato dalla Taito nel 1985.
È incluso esclusivamente nella raccolta per PlayStation 2 Taito Memories II Gekan, uscita nel 2007 solo in Giappone.

## Modalità di gioco
Il giocatore controlla Yuki, un'artista marziale, che deve affrontare una serie di avversari maschili per difendere l'onore del suo dojo. Il titolo è composto da otto livelli; una volta completati, il ciclo ricomincia a un livello di difficoltà maggiore e continua fino a quando il giocatore esaurisce tutte le vite disponibili. Yuki si muove tramite un joystick a otto direzioni e due tasti, utilizzati per eseguire attacchi, salti e prese. Nei round dispari, l'obiettivo consiste nel sconfiggere una serie di artisti marziali del dojo, culminando con la battaglia contro il loro capo, che interverrà solo dopo che tutti i suoi sottoposti sono stati sconfitti. Nei round pari, invece, bisogna battere tutti i nemici in sequenza, che si presentano due alla volta.
Durante gli incontri, il giocatore può recuperare energia della barra della salute continuando ad allontanarsi dall'avversario, ma, se ci mette troppo tempo, l'avversario stesso diventerà furioso e più forte.